# Майса

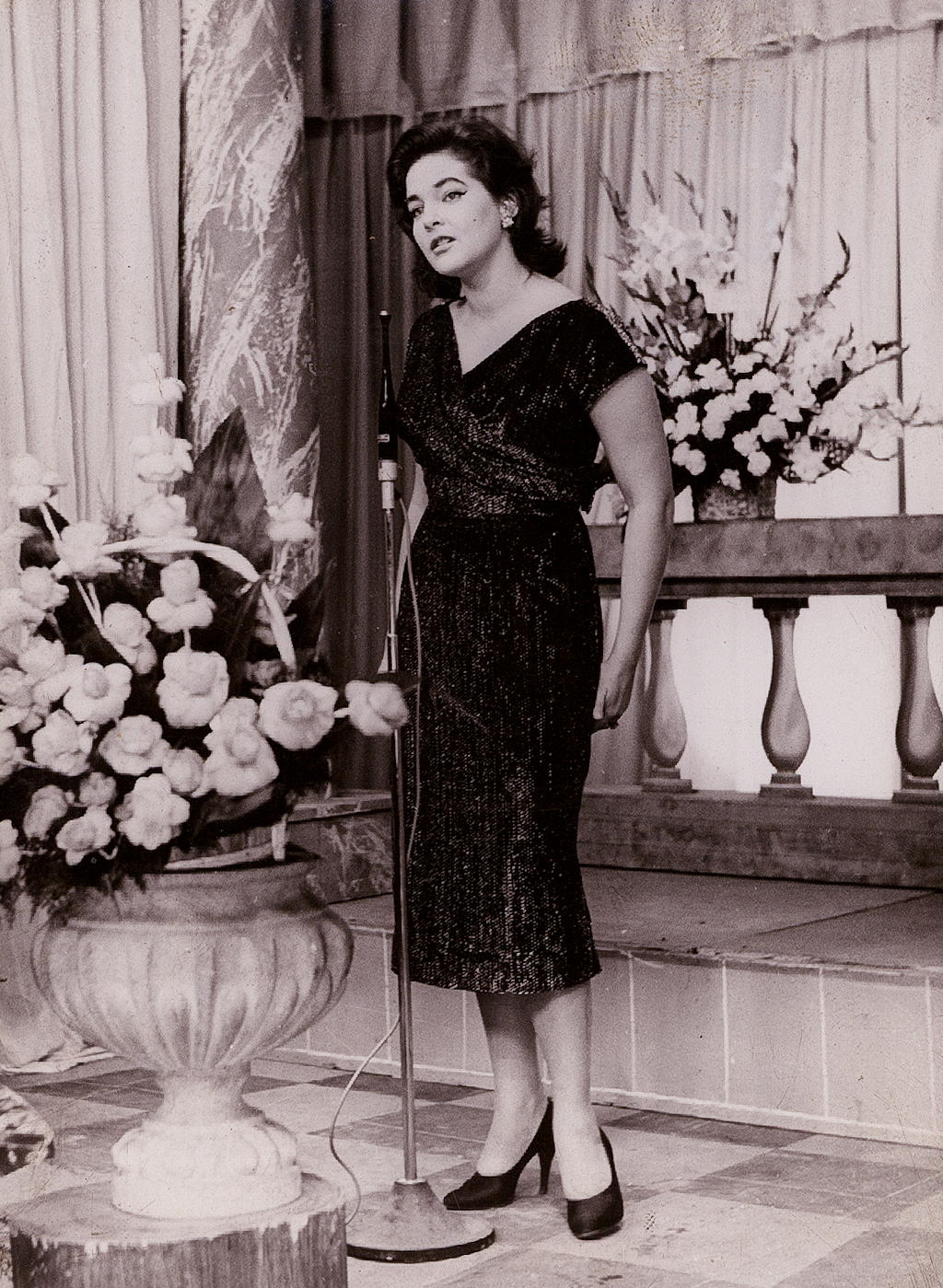
Maysa, 1956.

Маи́за Фиге́йра Монжарди́м, более известная как Маиза Матараззо или просто Маиза (порт.-браз. Maysa Figueira Monjardim; 6 июня 1936, Сан-Паулу, Бразилия — 22 января 1977, Нитерой, штат Рио-де-Жанейро, Бразилия) — певица и актриса из Бразилии. Работала в стиле босса-нова.

## Биография
Маиза в двенадцать лет написала первую песню, которая впоследствии стала хитом её первого альбома. В 18 лет вышла замуж, через два года родился сын — Жайме Монжардим, ставший позднее известным телевизионным режиссёром. В конце 1950-х годов она создала успешную группу, играющую в стиле босса-нова, также работала на телевидении.
В 1970-е годы больше работала как актриса, снимаясь в мыльных операх. Погибла 22 января 1977 года в автомобильной катастрофе на мосту, соединяющем Рио-де-Жанейро и Нитерой. В январе 2009 года, через 32 года после её гибели, на бразильском телевидении был показан мини-сериал о её жизни, снятый её сыном, готовятся две книги о ней как об одной из самых харизматических бразильских див.

## Дискография
- Convite para ouvir Maysa (1956) RGE 10 polg
- Maysa (1957) RGE LP
- Convite para ouvir Maysa nº 2 (1958) RGE LP
- Convite para ouvir Maysa nº 3 (1958) RGE LP
- Convite para ouvir Maysa nº 4 (1959) RGE LP
- Maysa é Maysa… é Maysa… é Maysa (1959) LP
- Maysa canta sucessos (1960) LP
- Voltei (1960) LP
- Barquinho (1961) Columbia LP
- Maysa, amor… e Maysa (1961) LP
- Canção do amor mais triste (1962) LP
- Maysa (1964) LP
- Maysa (1966) LP
- Maysa (1969), LP, Som Indústria e Comércio S.A.
- Maysa «Eu não existo sem você» (1969) LP, Produções Fermata.
- Canecão apresenta Maysa (1969), LP, Som Indústria e Comércio S.A.
- A personalidade de Maysa (1969), LP, Produções Fermata.
- Ando só numa multidão de amores (1970) Philips LP
- Maysa (1974) Evento LP
- Para sempre Maysa (1977) RGE LP Álbum duplo
- Maysa «Bom é Querer Bem» (1978), LP, RGE-Fermata Ltda.
- Convite para ouvir Maysa [S/D] LP
- Maysa por ela mesma (1991) RGE CD
- Canecão apresenta Maysa (1992) Movieplay CD
- Tom Jobim por Maysa (1997) RGE CD
- Barquinho (2000) Sony Music/Columbia CD
- Simplesmente Maysa-Vol. 1 a 4 (2000) CD
- Maysa — Quando Fala o Coração (2009) SOM LIVRE CD DUPLO